# 로버트 하디
로버트 하디(영어: Robert Hardy, CBE, 1925년 10월 29일 ~ 2017년 8월 3일)는 잉글랜드의 배우이다.
해리 포터 영화 시리즈에서 코넬리우스 퍼지 역으로 출연하였다.

## 출연 작품
- 센스 앤 센서빌리티
- 해리 포터와 비밀의 방
- 해리 포터와 아즈카반의 죄수
- 해리 포터와 불의 잔
- 해리 포터와 불사조 기사단

## 서훈
- 1981년 대영 제국 훈장 3등급(CBE) 수훈[1]